# Selchow (Schönefeld)

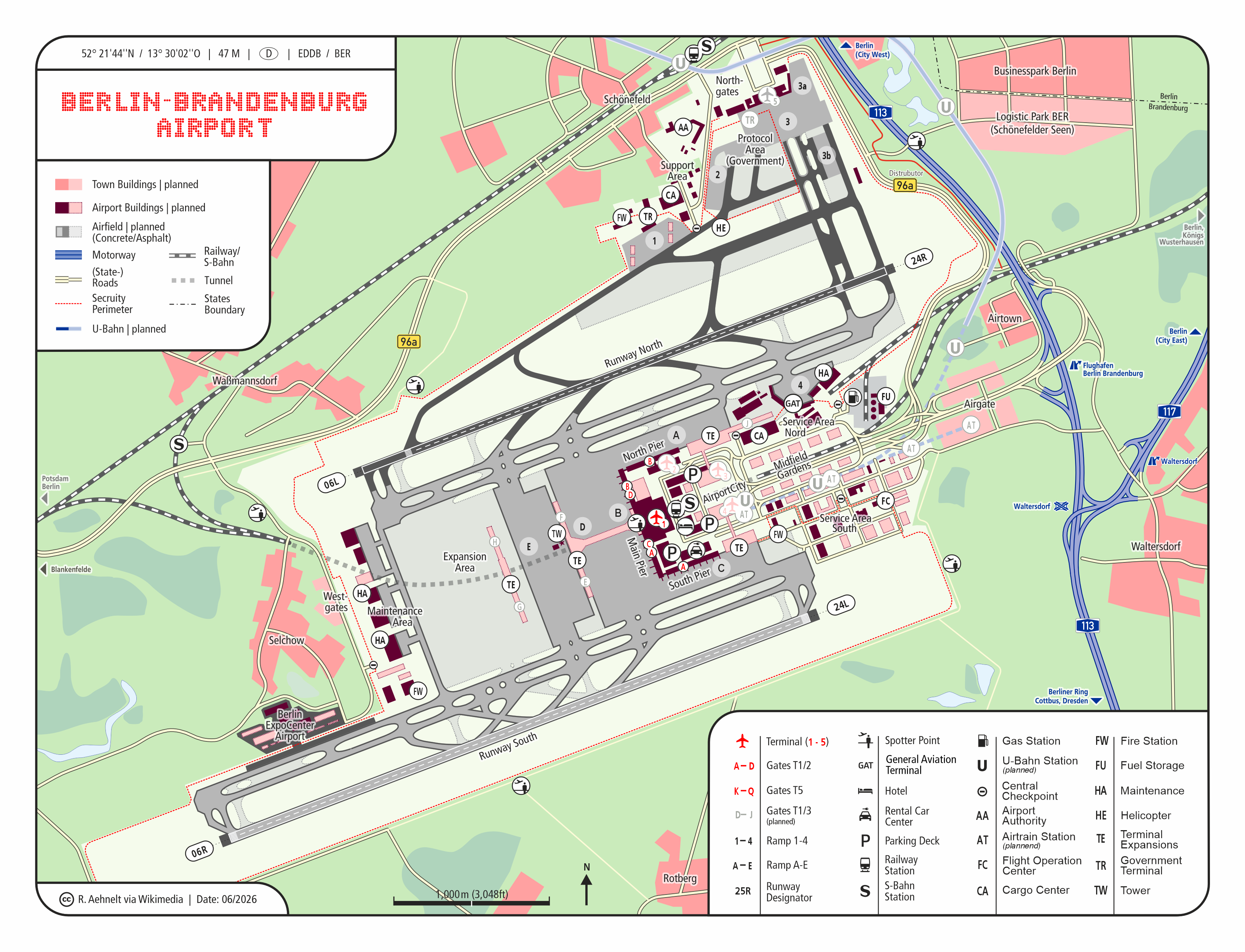
Selchow con l'aeroporto al sud, est e nord

Selchow è una frazione del comune tedesco di Schönefeld, nel Brandeburgo.

È circondata dal nuovo aeroporto centrale di Berlino, per il quale 13 famiglie dovettero spostarsi.

## Storia
Selchow fu nominata per la prima volta nel 1373.

Costituì un comune autonomo fino al 2003.